# Joseph De Blieck
Joseph Clément Marie De Blieck (Lebbeke, 13 september 1866 - Aalst, 11 mei 1927), was een Belgisch brouwer en politicus voor de Liberale Partij.

## Levensloop
Getrouwd met Emilia Callebaut, was De Blieck brouwer, eigenaar van de Brouwerij De Blieck.
In 1904 werd hij verkozen tot gemeenteraadslid van Aalst en bekleedde deze functie tot in 1920. In 1912 werd hij verkozen tot liberaal senator voor het arrondissement Aalst-Oudenaarde en oefende dit mandaat uit tot aan zijn dood. Vanaf einde 1918 was hij quaestor van de Senaat.